# Villiappally
Villiappally é uma vila no distrito de Kozhikode, no estado indiano de Kerala.

## Demografia
Segundo o censo de 2001, Villiappally tinha uma população de 31 763 habitantes. Os indivíduos do sexo masculino constituem 48% da população e os do sexo feminino 52%. Villiappally tem uma taxa de literacia de 81%, superior à média nacional de 59,5%: a literacia no sexo masculino é de 85% e no sexo feminino é de 78%. Em Villiappally, 11% da população está abaixo dos 6 anos de idade.